# Saint-Nazaire
Saint-Nazaire (wymowaⓘ sɛ̃-nazɛɾə; bret. Sant-Nazer) – miasto i gmina w północno-zachodniej Francji, w regionie Kraj Loary, w departamencie Loara Atlantycka, położone nad ujściem Loary do Zatoki Biskajskiej.
Port morski, główny ośrodek przemysłu stoczniowego we Francji i jeden z najbardziej znaczących w Europie. Miasto rozwinęło się w połowie XIX wieku; wcześniej wieś rybacka. Podczas II wojny światowej, w czasie niemieckiej okupacji kraju, wykorzystywane jako baza okrętów podwodnych Kriegsmarine. Doszczętnie zniszczone podczas wojny, odbudowane po jej zakończeniu.
Według danych z 2010 gminę zamieszkiwało 67 031 osób, zaś gęstość zaludnienia wynosiła 1432 osoby/km².

## Historia
17 czerwca 1940 niemiecka Luftwaffe zatopiła w porcie Saint-Nazaire brytyjski transportowiec RMS „Lancastria”, który w ramach operacji „Ariel" miał ewakuować uciekające przed Niemcami wojska brytyjskie i polskie, ale także ludność cywilną do Wielkiej Brytanii. Statek wywrócił się, a Luftwaffe kontynuowała ostrzał ocalałych na wodzie i tonącego statku. Liczba ofiar śmiertelnych waha się od 4000 do 7000.
Podczas II wojny światowej w Saint-Nazaire znajdowała się baza niemieckich okrętów podwodnych (jedna z pięciu tego typu we Francji). Schrony miały 300 metrów długości ze stropami o grubości ośmiu metrów. Skutkowało to licznymi alianckimi bombardowaniami schronów okrętów podwodnych i minowania wejścia do portu.
Znajdował się tu suchy dok Normandie (Forme Écluse Joubert), ówcześnie największy na świecie i był jedynym na okupowanym wybrzeżu atlantyckim dokiem zdolnym pomieścić okręty typu Tirpitz. W celu jego zniszczenia przeprowadzono w nocy 28 marca 1942 udaną operację „Chariot", zwaną również rajdem na Saint-Nazaire.
Niedaleko ujścia Loary na plaży w mieście chińsko-francuski artysta i rzeźbiarz Huang Yong Ping w 2012 stworzył z okazji wystawy sztuki współczesnej Estuaire szkielet węża.

## Ekonomia
Stocznia Chantiers de l’Atlantique (dawniej Ateliers et Chantiers de la Loire) w przeszłości budowała okręty wojenne i statki handlowe. W ostatnich latach stocznia specjalizuje się w budowie statków pasażerskich. W stoczni zbudowano między innymi statek Queen Mary 2 dla operatora Cunard Line, oraz Norwegian Epic, dla operatora NCL (Norwegian Cruise Line).

## Klimat
| Sty | Lut | Mar | Kwi  | Maj  | Cze  | Lip  | Sie  | Wrz  | Paź  | Lis  | Gru  | Rok  |
| --- | --- | --- | ---- | ---- | ---- | ---- | ---- | ---- | ---- | ---- | ---- | ---- |
| 9,8 | 9,5 | 9,8 | 11,8 | 14,1 | 16,2 | 17,4 | 18,2 | 18,2 | 16,7 | 15,1 | 12,4 | 14,1 |

## Zabytki
- schrony U-Botów z II wojny światowej
- suchy dok Normandie (Forme Jaubert) – cel brytyjskiej Operacji Chariot
- bunkier-śluza dla niemieckich okrętów podwodnych, w którym obecnie znajduje się okręt muzeum - wycofany z eksploatacji francuski okręt podwodny „Espadon”
- Escal’Atlantic, wystawa poświęcona statkom pasażerskim zbudowanym w Saint-Nazaire znajdująca się w dawnym bunkrze dla łodzi podwodnych

## Transport
Estuarium Loary na wysokości miasta przekracza drogowy most Saint-Nazaire. Znajduje się tu stacja kolejowa Saint-Nazaire.

## Galeria

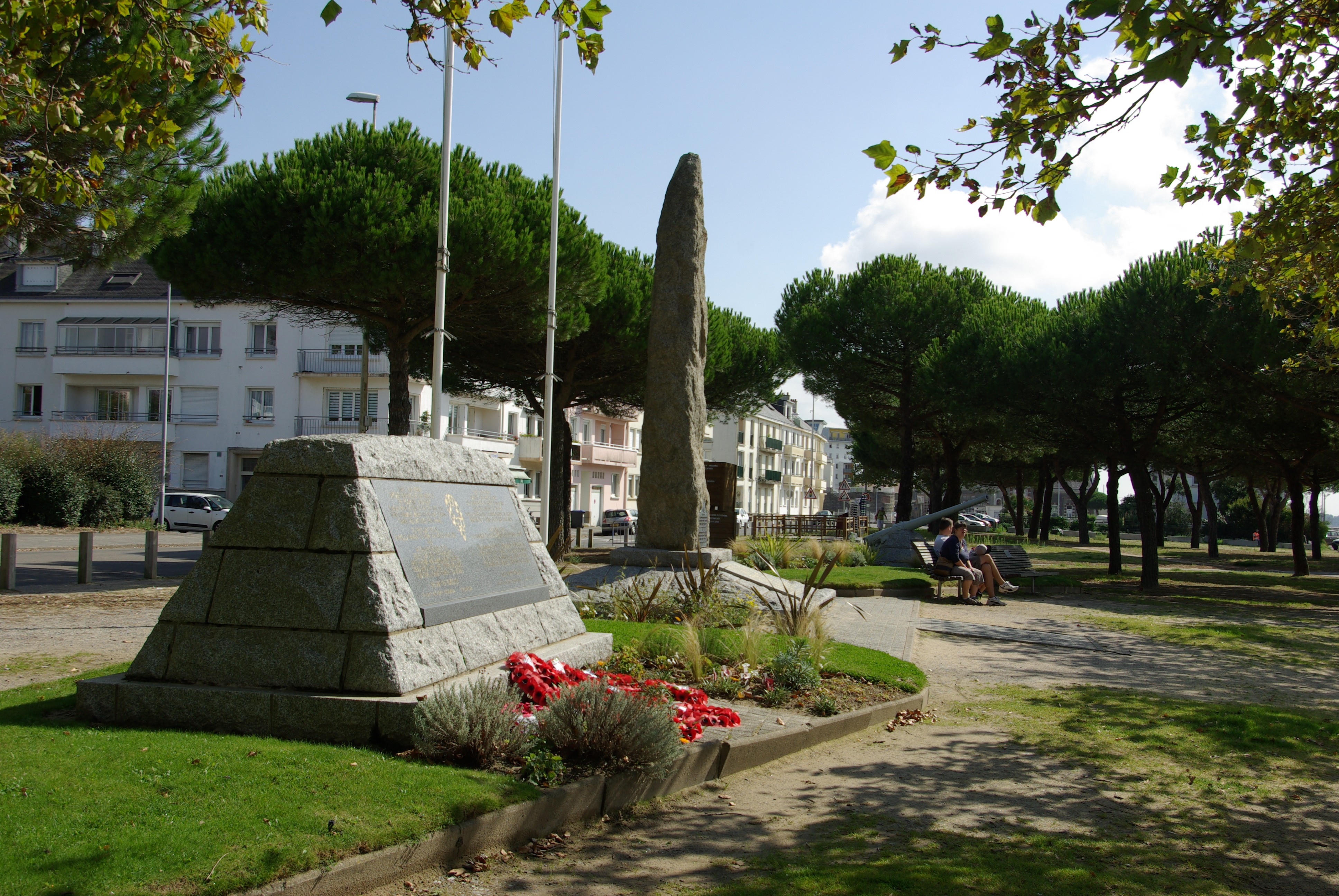
Pomnik poświęcony ofiarom RMS „Lancastria” i operacji „Chariot”
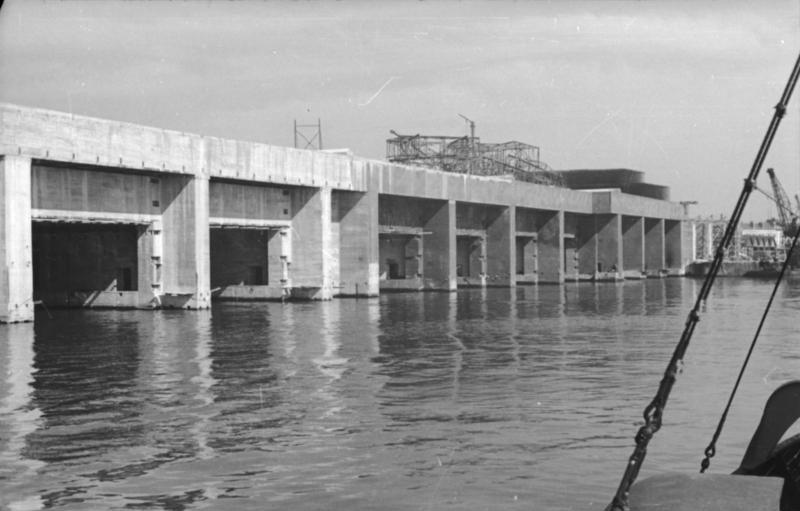
Schrony U-Bootów w Saint-Nazaire - kwiecień 1942
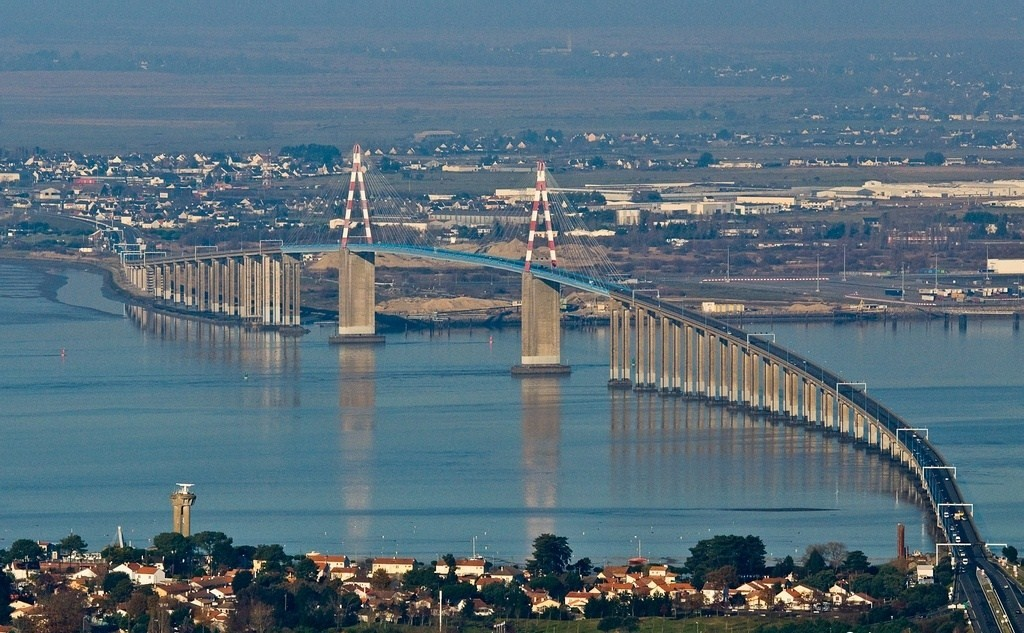
Most drogowy w Saint-Nazaire